# Heteropogon johnsoni
Heteropogon johnsoni är en tvåvingeart som först beskrevs av Werner Back 1904.  Heteropogon johnsoni ingår i släktet Heteropogon och familjen rovflugor. Inga underarter finns listade i Catalogue of Life.